# Pilar Allué Blasco
Pilar Allué Blasco (Valencia, 1961) es una policía nacional y criminóloga española, Subdirectora general de Recursos Humanos y Formación del Cuerpo Nacional de Policía desde 2018 hasta septiembre de 2020. Tercera en el escalafón del CNP, fue la primera mujer que ocupó un puesto de subdirección en este cuerpo. Es una pionera al ser la primera en ocupar puestos de responsabilidad y toma de decisiones dentro de esta institución, dominada por hombres, sobre todo en los altos cargos. 

## Trayectoria
Es licenciada en Geografía e Historia y criminóloga. En 1980, cuando contaba 19 años, ingresó en el Cuerpo Superior de Policía, como se denominaba entonces, como inspectora. Aquel año accedió la segunda promoción en la que se permitían mujeres, si bien estas solo eran aceptadas en la escala ejecutiva (en la escala básica las mujeres tuvieron que esperar hasta 1985). Su primer destino fue en los Servicios de Información de la comisaría de Hospitalet de Llobregat, una localidad barcelonesa.
En 1983 cambió de destino, incorporándose a la Policía Judicial de Valencia. En 1989, seis años más tarde, se hizo cargo del departamento de Atención a la mujer. En 1991 se convirtió en la primera inspectora jefa de la corporación y en 1997 en la primera comisaria. Ese mismo año la Dirección General de Policía Nacional la trasladó a Baleares, donde ejerció como jefa de Información de las islas.
En 2007 rompió el techo de cristal de nuevo, siendo la primera mujer en ser designada para ejercer el mando de jefa superior de una comunidad autónoma y convirtiéndose en la máxima autoridad policial de Cantabria.
El 13 de enero de 2012, Allúe fue la primera mujer en acceder a cargos de la cúpula de la Policía Nacional al ser nombrada comisaria general de Policía Científica por Ignacio Cosidó, director general del CNP. Cinco meses después su ascenso fue ratificado al máximo rango profesional del cuerpo, el de comisaria principal, siendo una vez más, la primera mujer en obtener este nivel profesional.
En 2017 su nombre fue propuesto por Ignacio Cosidó para sustituir a Eugenio Pino, hasta entonces Director Adjunto Operativo (DAO) y superior de Allúe, quien no había contado con ella en su camarilla y que terminó salpicado por escándalos internos y de corrupción. Pero finalmente, Juan Ignacio Zoido, ministro del Interior, no se decidió a tomar esta decisión avanzada. Finalmente, en 2018, el nuevo titular del ministerio, Fernando Grande-Marlaska, la eligió para estar al frente de la Subdirección General de Recursos Humanos y Formación.
Durante la última década ha sido una habitual en los foros de defensa de la mujer, entre otros la celebración del 25 aniversario de la incorporación de las mujeres al cuerpo. Entiende que esta incorporación es un proceso natural asociado a la presencia cada vez mayor de las mujeres en todos los espacios profesionales, de la que resulta que progresivamente vayan alcanzado los altos cargos de sus instituciones y organizaciones.
El 11 de abril de 2020 se integró en el Comité Técnico de Gestión del COVID-19 del Gobierno de España después de que el subdirector general de Logística e Innovación, el comisario principal José García Molina, mostrase algunos síntomas de la enfermedad, lo que le obligó a aislarse preventivamente.

## Reconocimientos
Cuenta con tres medallas al mérito, tres cruces blancas, y ha recibido casi un centenar de felicitaciones públicas.
En 1999 fue galardona con el Premio Isabel Ferrer que otorga la Generalidad Valenciana «por ser la primera mujer Comisaria Jefa del Cuerpo
Nacional de Policía». En 2018 fue destacada por el Instituto de la Mujer e Igualdad de Oportunidades del Gobierno de España como "Mujer Referente" en la primera edición de estos reconocimientos, como referente y pionera en el acceso a altos puestos en el CNP.